# Elkhart (Illinois)
Pour les articles homonymes, voir Elkhart.
Elkhart est un village du comté de Logan dans l'Illinois, aux États-Unis,. Il est situé au sud-ouest du comté et incorporé le 22 février 1861.

## Démographie
Lors du recensement de 2010, le village comptait une population de 405 habitants. Elle est estimée, en 2016, à 397 habitants.

### Source de la traduction
- (en) Cet article est partiellement ou en totalité issu de l’article de Wikipédia en anglais intitulé « Elkhart, Illinois » (voir la liste des auteurs).